# Shyloh Oostwald
Shyloh Oostwald (* 24. August 2001) ist eine US-amerikanische Schauspielerin.

## Leben
Shyloh Oostwald wollte bereits im Alter von drei Jahren Schauspielerin werden. Als sie sechs Jahre alt war, zog die Familie um und ihre Mutter meldete sie in ihrem neuen Wohnort in einer Schauspielklasse an. Mit sieben Jahren hatte Oostwald ihre erste Fernsehrolle in einer Episode der Nickelodeon-Serie iCarly. Für eine ihrer ersten Filmrollen erlernte sie innerhalb von kürzester Zeit die rumänische Sprache, um sich auf ihre Rolle vorzubereiten. Es folgten mehrere kleinere Rollen in Filmen und Fernsehserien. Ihre erste größere Filmrolle bekam sie 2011 im Thriller In Time – Deine Zeit läuft ab. 2014 erhielt sie eine der Hauptrollen in der Serie Spooked, von 2014 bis 2016 war sie in der Nickelodeon-Produktion 100 Dinge bis zur Highschool zu sehen.
Für ihre Rolle im Kurzfilm Falling Snow wurde Oostwald für die CARE Awards (Child Actor Recognition Event) 2010 in Los Angeles nominiert. Bei den Young Artist Awards 2012 erhielt sie eine Nominierung in der Kategorie Beste Gastdarstellerin in einer Fernsehserie – zehn Jahre oder jünger für ihre Rolle in der Fernsehserie Dr. House.

## Filmografie (Auswahl)

### Filme
- 2010: Elena Undone
- 2010: Falling Snow (Kurzfilm)
- 2011: In Time – Deine Zeit läuft ab (In Time)
- 2012: Children of the Air (Kurzfilm)
- 2011: Sammys Abenteuer 2 (Sammy’s avonturen 2)

### Fernsehserien
- 2010: iCarly (Episode 3x13)
- 2010: The Event (Episode 1x04)
- 2011: Dr. House (House, M.D.) (Episode 7x09)
- 2011: Criminal Minds: Team Red (Criminal Minds: Suspect Behavior) (Episode 1x06)
- 2011: Happy Endings (Episode 2x08)
- 2011: American Horror Story (Episode 1x10)
- 2013: Adventure Time – Abenteuerzeit mit Finn und Jake (Adventure Time with Finn & Jake) (2 Episoden)
- 2014: Spooked (4 Episoden)
- 2014–2016: 100 Dinge bis zur Highschool (100 Things to Do Before High School) (3 Episoden)